# Iijakî, Mirhorod
Iijakî (în ucraineană Їжаки) este un sat în așezarea urbană Komîșnea din raionul Mirhorod, regiunea Poltava, Ucraina.